# Aage Barfod
Aage Immanuel Tang Barfod (født 2. februar 1878 i Aalborg, død 6. maj 1956 i Hellerup) var en dansk departementschef, der havde en vigtig rolle i udformningen af den danske folkeskole gennem 1900-tallet.

## Uddannelse
Aage Barfod blev student i 1896, hvorefter han læste jura og fik kandidateksamen i 1902.

## Karriere
Efter sin kandidat blev Aage Barfod sagførerfuldmægtig i København. Senere, i 1906, fik han ansættelse som assistent i Kultusministeriet og blev i 1914 konstitueret fuldmægtig. I de efterfølgende år var han ansat som fuldmægtig i Undervisningsministeriet, kontorchef samme sted i både 2. departement og 1. departement.
Med sit arbejde som departementschef i 1933 fik Aage Barfod stor indflydelse i forhold til både folkeskolen, eksamensskoler, seminarier og ungdomsskoler, da han behandlede deres sager gennem 16 år.

## Medlem af kommissioner
Aage Barfod sad i 4 år som sekretær i den store skolekommission og sad som formand for de kommissioner, der var nedsat forud for seminarielovene i 1930 og 1954, samt for tilsynslovene fra 1933 og 1949. Desuden var en formand for kommissionen vedrørende det sønderjyske skolevæsen.

## Privatliv
Aage Barfod var søn af forfatter Hans Peter Barfod og Marie Cathrine Tang. Den 15. september 1915 blev han gift med Inger Marie Hammer og sammen fik de børnene Jørgen Hammer Barfod og Bent Hammer Barfod.

## Udnævnelser
Aage Barfod nåede at modtage Storkorset, blive udnævnt til Ridder af Dannebrog, blev Dannebrogsmand og Kommandør af 2. grad.